# اعلامیه حقوق بشر در اسلام

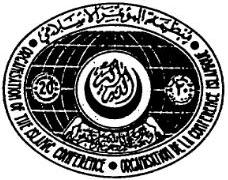
لوگو سازمان کشورهای اسلامی

اعلامیه اسلامی حقوق بشر یا اعلامیه حقوق بشر اسلامی یا اعلامیه قاهره دربارهٔ حقوق بشر در اسلام اعلامیه‌ایست که توسط سازمان کنفرانس اسلامی در ۱۴ مرداد ۱۳۶۹ (۵ اوت ۱۹۹۰) در شهر قاهره تصویب شد. این اعلامیه، خلاصه‌ای از نگاه اسلامی به حقوق بشر فراهم می‌کند. این اعلامیه معمولاً به عنوان واکنش اسلامی به اعلامیه جهانی حقوق بشر پس از جنگ جهانی دوم در سال ۱۹۴۸، تلقی می‌شود. که نخست در سال ۱۹۸۹ در کنفرانس تهران متن اعلامیه را در ۳۲ ماده نوشتند. اما در سال ۱۹۹۰ زمانی که قرار شد در قاهره تصویب شود با حذف بعضی از مواد نوشته شده در کنفرانس تهران یا با جا به جایی بعضی مواد سرانجام در ۲۵ ماده تصویب شد.

## پیشینه
کشورهای برجسته اسلامی مانند ایران، سودان و عربستان سعودی، بارها اعلامیه جهانی حقوق بشر را به خاطر عدم در نظر گرفتن زمینه فرهنگی و دینی کشورهای غیرغربی مورد انتقاد قرار می‌دادند. در سال ۱۹۸۱ نماینده ایران در سازمان ملل موضع کشورش را در مورد اعلامیه جهانی حقوق بشر چنین بیان کرد: این اعلامیه یک «برداشت سکولار نسبی‌گرایانه از فرهنگ یهودی-مسیحی» است که نمی‌تواند توسط مسلمانان بدون تجاوز از قوانین اسلامی اجرا شود. در سال ۱۹۹۰ اعضای سازمان کنفرانس اسلامی اعلامیه اسلامی حقوق بشر را تصویب کردند.
در سال ۱۹۹۲ این اعلامیه حقوق بشر اسلامی به کمیته ی حقوق بشر سازمان ملل ارائه شد و به شدت توسط کمیته ی بین‌المللی قضات محکوم گردید.

## بازنگری
این اعلامیه پس از ۳۰ سال مورد بازنگری قرار گرفت و در نوامبر ۲۰۲۰ تحت عنوان «اعلامیه قاهره سازمان همکاری اسلامی در مورد حقوق بشر» در نیامی، نیجر به تصویب رسید.

## واکنش‌ها
این اعلامیه بازخوردهایی را به دنبال داشته است. برای مثال، سید حسن اسلامی اردکانی به چالش نابرابری در این حوزه پرداخته است.